# Desa Wanakaya (administrativ by i Indonesien, lat -6,67, long 108,53)
Desa Wanakaya är en administrativ by i Indonesien.   Den ligger i provinsen Jawa Barat, i den västra delen av landet, 190 km öster om huvudstaden Jakarta.